# پیراباخترمرغ
پیراباخترمرغ (نام علمی: Parahesperornis) نام یک سرده از رده پرنده است.